# 武桷
武桷（越南语：／，1842年—1888年），原名武椆（越南语：／），越南阮朝官員。

## 生平
武桷是北寧省順成府良才縣臨洮總玉關社（今屬北寧省良才縣臨洮社玉關村）人，紹治二年（1842年）出生，高祖父武檰是后黎朝大臣，祖父武栐是阮初大臣。嗣德十七年（1864年），武桷參加河內場鄉試，考中舉人。次年（1865年），會試中格，庭試考中副榜。初授美祿知縣，后因事免職，派往北圻軍中效力，不久起復為商辦太原軍務。嗣德後期，武桷應試文學，加侍講銜，不久領太原布政使。建福元年（1884年），因病致事。咸宜元年（1885年），勤王運動爆發后，武桷響應勤王，在太原省組織義軍。同慶三年（1888年），武桷去世，壽四十七歲。